# Lisa LaFlamme
Lisa LaFlamme (Kitchener, 25 de julio de 1964) es una periodista de televisión canadiense OC OOnt, y anteriormente fue la presentadora y editora principal de CTV National News. Reemplazó a Lloyd Robertson en este cargo el 5 de septiembre de 2011. LaFlamme trabajó anteriormente como corresponsal de asuntos internacionales y presentadora de CTV National News. 
En agosto de 2022, CTV anunció que rescindía su contrato debido a una "decisión comercial" por llevar el programa en una "dirección diferente".

## Biografía
LaFlamme nació en Kitchener, Ontario, Canadá, hija de David y Kathleen LaFlamme. Se graduó de St. Mary's High School y después estudió periodismo en la Universidad de Ottawa.

## Trayectoria
LaFlamme comenzó su carrera en CKCO, filial en Kitchener de CTV, en 1989 como redactora y asistente de guion. Pasó a convertirse en presentadora en 1997. Anteriormente trabajó y colaboró en Canada AM entre 2001 y 2003, como reportera parlamentaria en el Parlamento de Canadá y en CTV NEWSNET (ahora CTV News Channel).
LaFlamme se unió a CTV National News en 2003 como corresponsal en el extranjero y como presentadora de respaldo de Lloyd Robertson. Cubrió muchos eventos y conflictos internacionales, entre otros: los ataques del 11 de septiembre y la subsiguiente guerra de Irak, la guerra en Afganistán, la Primavera Árabe en El Cairo, el huracán Katrina, el terremoto de Haití de 2010, la muerte del Papa Juan Pablo II en 2005 y la elección del Papa Francisco en 2013. LaFlamme también ha cubierto todas las elecciones federales canadienses desde 1997 y todos los Juegos Olímpicos desde 2006, más recientemente, los Juegos Olímpicos de verano de Beijing 2008 y los Juegos Olímpicos de verano de Londres 2012. También desde Londres, cubrió el Jubileo de Diamante de la Reina Isabel II en 2012, el Jubileo de Platino de la Reina Isabel II, y las bodas reales del Príncipe William y Catherine Middleton y el Príncipe Harry y Meghan Markle. Después de la salida de Robertson en septiembre de 2011, LaFlamme fue ascendida y ocupó en su lugar como presentadora. En junio de 2022, Bell Media, la empresa matriz de CTV, le informó a LaFlamme que su contrato no sería renovado.
Laflamme ha entrevistado a muchas figuras canadienses, como los ex primeros ministros Paul Martin, Jean Chrétien y Brian Mulroney, Stephen Harper y su esposa Laureen Harper, además del actual primer ministro Justin Trudeau y su madre Margaret Trudeau, miembros de la familia real canadiense, como el príncipe Andrés, la duquesa de York y el príncipe Harry, este último para los Juegos Invictus de Toronto y durante los Juegos Olímpicos de Londres, así como celebridades extranjeras como Sir Paul McCartney. También ha entrevistado a Boris Johnson (alcalde de Londres en ese momento), Conrad Black (ex empresario), Colin Powell, Bill Clinton, Tony Blair, Benjamin Netanyahu, John Kerry y Alex Trebek, entre otros.

### Despido
El 15 de agosto de 2022, LaFlamme publicó un video en Twitter explicando que su contrato había sido rescindido y diciendo que la decisión de Bell Media la "sorprendió". Según Jesse Brown de Canadaland, Michael Melling, vicepresidente de Bell Media, destituyó a LaFlamme, porque ambos, aparentemente tuvieron un desacuerdo sobre el presupuesto para cubrir el conflicto ucraniano-ruso. El corresponsal de The Guardian, Leyland Cecco, informó sobre las acusaciones de misoginia, sexismo y discriminación por edad, edadismo y "furor por el despido de LaFlamme" en un debate público. Bell Media publicó una declaración de que "tomarían medidas para iniciar una revisión interna independiente del lugar de trabajo por parte de un tercero".
Robyn Doolittle de The Globe and Mail alega que un "alto funcionario de CTV" le dijo que fue testigo de una reunión en la que "el Sr. Melling preguntó quién había aprobado la decisión de 'dejar que el cabello de Lisa se volviera gris'. El tema del color del cabello de la Sra. LaFlamme volvió a surgir en el set, cuando notó que estaba adquiriendo un tono canoso con la iluminación del estudio". Carol Off y Melissa Fung dijeron que su despido fue por sexismo y edadismo. El 26 de agosto, Melling se fue de permiso, con efecto inmediato, para "pasar tiempo con su familia"; El director ejecutivo de Bell, Mirko Bibic, contradijo la explicación de CTV, afirmando que el permiso estaba "pendiente del resultado de la revisión del lugar de trabajo que se está llevando a cabo". Los periodistas de la sala de redacción de CTV enviaron una carta a la junta directiva y el presidente de Bell "expresando una falta de confianza en el liderazgo del Sr. Melling", "serias preocupaciones" por el despido de LaFlamme y "una cultura laboral tóxica que se ha desarrollado en CTV durante los últimos ocho meses".
El 25 de agosto, la sucursal canadiense de la cadena de restaurantes Wendy's cambió el color del cabello de su mascota niña, de rojo a gris en apoyo de LaFlamme. Dove Canadá no mencionó a LaFlamme explícitamente, pero instó a sus seguidores a cambiar sus imágenes a escala de grises en apoyo de las mujeres canosas y anunció una donación de $100,000 a Catalyst, una organización para lugares de trabajo inclusivos. La cuenta de Twitter de Sports Illustrated Swimsuit retuiteó la portada de su edición de Maye Musk, quien también tiene canas, y mencionó su apoyo a la campaña de Dove.

### Cronología
- 1988: se unió a CKCO como redactora y asistente de guion[10]
- 1989–1999: reportera de noticias de radio para CFCA / AM109
- 1991-1997: reportera y presentadora de CKCO
- 1997–1998: Presentadora/Reportera de fin de semana para CTV NEWS NET
- 1997–1998: reportera del consumidor, CTV News
- 1998-2000: Presentadora de noticias principal para CTV Newsnet (ahora CTV News Channel)
- 2000–2001: corresponsal parlamentario, CTV News
- 2001-2003: colaboradora de Canada AM
- 2003–2010: corresponsal de asuntos nacionales, CTV National News con Lloyd Robertson
- 2010: sucesora de Lloyd Robertson como presentadora a tiempo completo de CTV National News[10]
- 2011–2022: presentadora principal y editora principal de CTV National News con Lisa LaFlamme[15]

## Trabajo voluntario
Un informe de CTV News en junio de 2019 detalló el trabajo humanitario realizado por LaFlamme:
LaFlamme trabaja como voluntaria con periodistas por los Derechos Humanos (JHR) y ha viajado con la organización a la República Democrática del Congo para asesorar y capacitar a jóvenes periodistas. Ha defendido un programa que permite a los periodistas elegibles del personal de CTV News participar en misiones de JHR en todo el mundo. LaFlamme también es embajadora de PLAN International, viaja a diferentes áreas del mundo para promover los derechos del niño y es voluntaria de Canadian Women for Women en Afganistán, dónde trabaja para promover la educación y las oportunidades educativas para las mujeres afganas y sus familias.

## Reconocimientos
LaFlamme ha tenido cinco nominaciones a los premios Gemini en la categoría de Mejor presentadora de noticias y varios premios RTDNA, así como un premio Galaxi de 1999 de la Asociación Canadiense de Televisión por Cable.
En marzo de 2014, LaFlamme ganó un premio Canadian Screen por "Mejor noticiero nacional" y "Mejor presentadora de noticias" por CTV National News. En 2016, fue nombrada miembro de la Orden de Ontario. En 2019, fue nombrada oficial de la Orden de Canadá.
A fines de junio de 2019, un anuncio indicó que LaFlamme era una de las 83 personas canadienses nombradas oficial de la Orden de Canadá (OC). Un informe de prensa indicó que este honor "reconoce a LaFlamme por sus contribuciones al periodismo y la transmisión de noticias, así como por su apoyo y promoción de los derechos humanos".
Sus títulos honorarios incluyen: Universidad de Windsor (2018), Universidad de Ottawa (2014), y Universidad Wilfrid Laurier (2006).